# جين ستيفنسون
جين ستيفنسون (بالإنجليزية: Gene Stephenson)‏ هو لاعب كرة قاعدة أمريكي، ولد في 30 أغسطس 1945 في غوثري في الولايات المتحدة.